# Kenzo Sugishita
Kenzo Sugishita (1901) fou un criminal de guerra japonés durant l'agressió japonesa contra la República de la Xina el 1932. El 3 de febrer de 1932 participà en la massacre indiscriminada a un poble a 8km del sud del Temple Tianle (Xangai) que suposà 30 xinesos morts. El 19 del mateix mes i any matà un xiquet de sis anys al Pont Lujia a cops de pedra i llançà el cos a una casa en flames.
Les seues confessions d'actes realitzats durant la Segona Guerra sinojaponesa foren publicades al lloc web de l'Administració dels Arxius Estatals de la Xina en agost del 2016 per motiu de l'aniversari del final de la Segona Guerra Mundial.